# Năsăud
Năsăud (udtale: nəsəˈud; tysk: Nassod, Nußdorf; ungarsk: Naszód) er en by i distriktet Bistrița-Năsăud i Rumænien beliggende i den historiske region Transsylvanien. Byen administrerer to landsbyer, Liviu Rebreanu (indtil 1958  Prislop;  Priszlop) og Lușca (Szamospart). Byen har 10.215 (2021) indbyggere, og ved folketællingen i 2011 var 93,6 % af indbyggerne rumænere, 5,5 % Romaer og 0,6 % ungarere.

## Geografi
Byen ligger på det Transsylvanske Plateau, på højre bred af floden Someșul Mare. Den ligger i den centrale del af distriktet, i en afstand af 24 km fra distriktshovedbyen Bistrița og 30 km fra byen Beclean.

## Historie
Navnet Năsăud er muligvis afledt af det slaviske nas voda, der betyder "nær vandet". En anden etymologi er fra Nußdorf (Nussdorf, "valnøddetrælandsby"), Transsylvanske saksere, som byen hed i Middelalderen.
Den tidligere Habsburgske grænseby, der var kendt for sine grænseregimenter med panik og gode skoler, oplevede Năsăud industriel ekspansion under kommunistiske æra og industrielt sammenbrud efter overgangen til demokrati i 1989.
I Năsăud er der stadig nogle få bygninger fra slutningen af det 18. og begyndelsen af det 19. århundrede tilbage. Mest bemærkelsesværdige i denne henseende er den lokale Rumænsk græsk-katolske kirke og det tidligere militære hovedkvarter for et militærregiment fra Habsburg-tiden, som nu er et museum. Selv om rådhuset ligger midt i den, er byens centrum fra det 19. århundrede blevet overladt til forfald. Siden 2012 er kommunen begyndt at restaurere bygningerne i den gamle bymidte. Rådhuset fik en komplet restaurering og udvidelse i 2013.

## Galleri
- Indkørsel fra vest
- Udsigt fra øst
- Jernbanestation
- Tårne på den græsk-katolske kirke
- Monument i parken
- Rumænsk ortodoks kirke